# Jef François
Pour les articles homonymes, voir François.
 (mai 2024).
La mise en forme du texte ne suit pas les recommandations de Wikipédia : il faut le « wikifier ».
Les points d'amélioration suivants sont les cas les plus fréquents :
- Les titres sont pré-formatés par le logiciel. Ils ne sont ni en capitales, ni en gras.
- Le texte ne doit pas être écrit en capitales (les noms de famille non plus), ni en gras, ni en italique, ni en « petit »…
- Le gras n'est utilisé que pour surligner le titre de l'article dans l'introduction, une seule fois.
- L'italique est rarement utilisé : mots en langue étrangère, titres d'œuvres, noms de bateaux, etc.
- Les citations ne sont pas en italique mais en corps de texte normal. Elles sont entourées par des guillemets français : « et ».
- Les listes à puces sont à éviter, des paragraphes rédigés étant largement préférés. Les tableaux sont à réserver à la présentation de données structurées (résultats, etc.).
- Les appels de note de bas de page (petits chiffres en exposant, introduits par l'outil «  Source ») sont à placer entre la fin de phrase et le point final[comme ça].
- Les liens internes (vers d'autres articles de Wikipédia) sont à choisir avec parcimonie. Créez des liens vers des articles approfondissant le sujet. Les termes génériques sans rapport avec le sujet sont à éviter, ainsi que les répétitions de liens vers un même terme.
- Les liens externes sont à placer uniquement dans une section « Liens externes », à la fin de l'article. Ces liens sont à choisir avec parcimonie suivant les règles définies. Si un lien sert de source à l'article, son insertion dans le texte est à faire par les notes de bas de page.
- La présentation des références doit suivre les conventions bibliographiques. Il est recommandé d'utiliser les modèles {{Ouvrage}}, {{Chapitre}}, {{Article}}, {{Lien web}} et/ou {{Bibliographie}}. Le mode d'édition visuel peut mettre en forme automatiquement les références.
- Insérer une infobox (cadre d'informations à droite) n'est pas obligatoire pour parachever la mise en page.

Pour une aide détaillée, merci de consulter Aide:Wikification.
Si vous pensez que ces points ont été résolus, vous pouvez retirer ce bandeau et améliorer la mise en forme d'un autre article.
Jef François, né Josephus Alphonsus Marie François, le 22 Mai 1901 à Gand (Flandre-Orientale) et mort le 30 juin 1996 dans la même ville, est un homme politique belge.
Il fut le chef du Verdinaso et de la Germaansche SS-Vlanderen, en outre, il occupa la fonction de commandant de la Dietsche Militie – Zwarte Brigade, et prit part, à titre de volontaire, aux combats sur le front de l'Est durant la Seconde Guerre mondiale. Après la fin du conflit mondial, il fut condamné à deux reprises à la peine capitale pour son rôle éminent en tant que collaborateur du régime nazi en Belgique. Toutefois, sa sentence fut ultérieurement commuée en une détention à perpétuité, et ce, à titre de substitution à la peine de mort.

## Biographie

### Premiers pas vers le nationalisme
Jef François, né à Gand, fit ses études en sciences humaines au collège Saint-Amandus, situé dans le centre de cette ville. Après avoir achevé sa formation, il embrassa la profession de comptable au sein d’une compagnie maritime. Parallèlement, et ce, dès la fin de la Première Guerre mondiale, il commença à s’investir dans le nationalisme flamand, alors qu’il n’était encore qu'un jeune homme de dix-huit ans. Son ascension fut rapide, et dès les premières années de la décennie 1920, il obtint une place au sein du conseil d'administration du Frontpartij. Il devint également un membre actif de l'Association des anciens combattants flamands (BVOS) et, en 1926, adhéra au Parti national flamand, fondé cette même année par le Gantois Maes Boudewijn, fervent opposant à la Belgique.
En 1929, en compagnie de Wiens Moens, il fonda la Fédération nationale flamande dans les arrondissements de Gand-Eeklo et de Dendermonde, et lança, dans la foulée, le périodique mensuel De Vlag, dédié à la communauté du travail germano-flamande. À l’orée de sa trentaine, François s’était déjà imposé comme une figure incontournable du nationalisme flamand et commençait à s’attirer la reconnaissance dans les milieux proches de l’idéologie nazie.

### Adhésion au Verdinaso

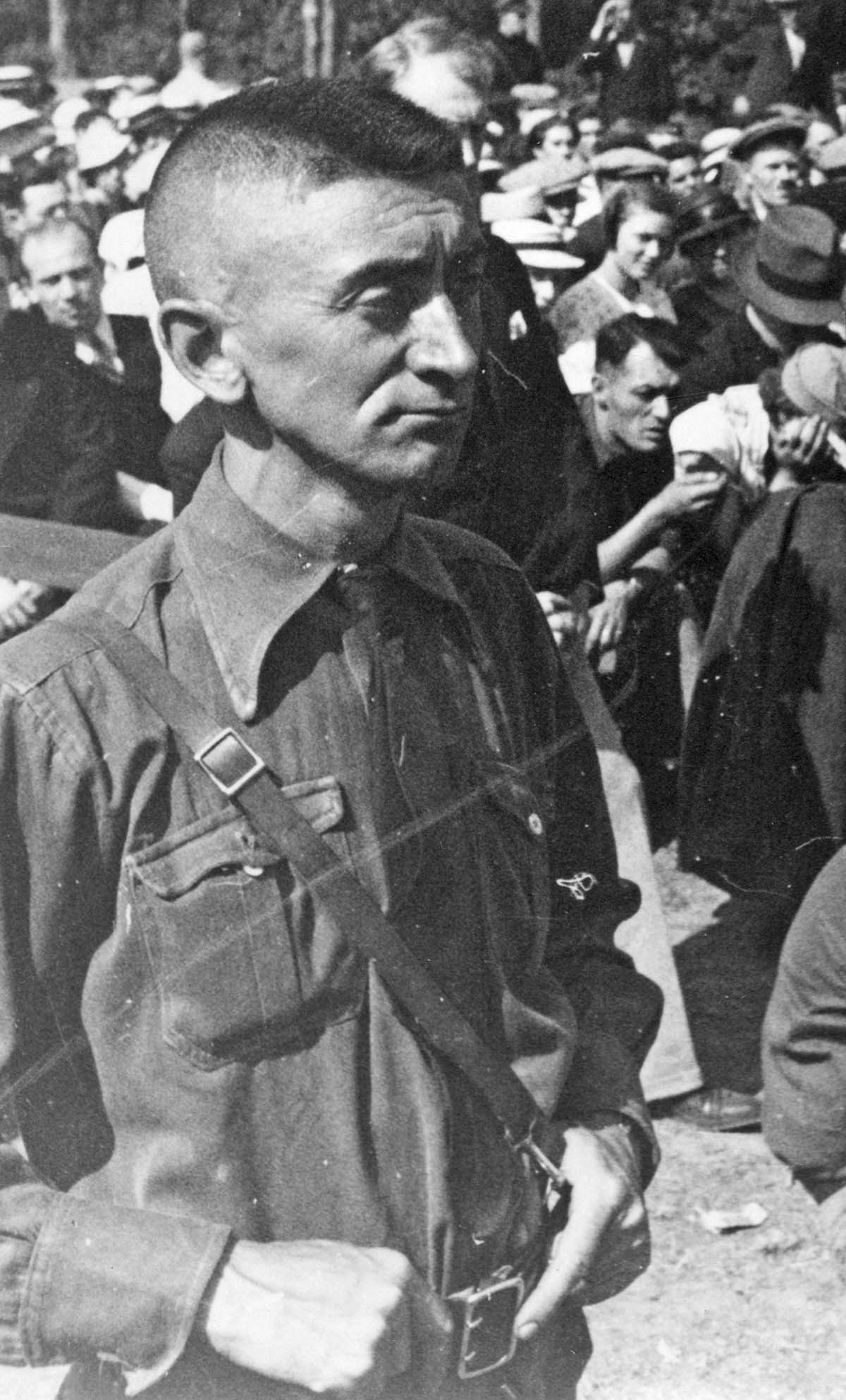
Jef François lors de la quatrième journée nationale du Verdinaso, le 4 Août 1935.

Au début des années 1930, Jef François fait ses premières armes au sein du Verdinaso, auquel il s’adjoint avec Wies Moens, chef d’un groupuscule nationaliste. Par la suite, Jef François occupera une place éminente au sein de ce mouvement. Le Verdinaso, fondé en 1931 par Joris van Severen, est un parti d'extrême droite flamand, dont le créateur provient d’une famille bourgeoise francophone. Ce dernier, devenu flamingant à la suite de ses années de collège Sainte-Barbe de Gand, s’est illustré par son radicalisme en faveur de la cause flamande, notamment en tant qu’officier lors de la Première Guerre mondiale, au front de l'Yser.
Le programme du Verdinaso, tel qu’il fut formulé, visait à la constitution d’un « État populaire thiois », qui engloberait la Flandre et les Pays-Bas, conçu comme une entité organique. Ce projet reposait sur un national-socialisme thiois, destiné à combattre ce que ses instigateurs désignaient comme les ennemis de cet État organique : étrangers, puissances financières, franc-maçonnerie, et toute force jugée divisive, telles que les partis politiques, le libéralisme, le marxisme, ou toute autre idéologie matérialiste. L'État populaire thiois, selon les principes énoncés, serait chrétien et remplacerait l’ordre socio-économique chaotique par un système corporatif, où la légitimité de la propriété ne se trouverait établie que si elle servait le bien commun du peuple. Le mouvement prônait la solidarité entre tous les groupes de la population thioise, inscrits dans un système social fermé et hiérarchisé. Bien que le Verdinaso ait emprunté des procédés de propagande et un culte de la personnalité caractéristiques du fascisme, ses membres refusaient d’être qualifiés de fascistes, affirmant leur indépendance vis-à-vis des partis traditionnels, se revendiquant d’une position « ni de droite, ni de gauche », et rejetant toute influence étrangère.
Concernant l'implication de Jef François au sein du parti, il convient de noter qu'en 1934, celui-ci accède à la fonction d'inspecteur et de commandant de la milice Dinaso (DM). Ainsi, Jef François occupe progressivement un rôle de plus en plus central au sein du Verdinaso, prenant le contrôle des activités quotidiennes de la milice Dinaso et devenant, de fait, le second personnage de la milice après Jef Missoorten. Toutefois, peu après, des conflits personnels entre François et Missoorten se manifestent. À la suite de ces dissensions, ce dernier se retire du Verdinaso, laissant à Jef François la direction pleine et entière du DM, qui se transforme en Dinaso Militanten Orde (DMO). En 1937, François prend en charge la gestion des périodiques et des finances du mouvement.
L'ascension de Jef François au sein du Verdinaso et son influence grandissante suscitent des tensions avec d'autres figures de l'organisation. En particulier, Frantz van Dorpe, une personnalité éminente du Verdinaso, reproche à François que le DMO freine l'expansion du mouvement, qui cherchait alors à se rendre plus acceptable dans les cercles élitistes belges depuis l'orientation nouvelle du parti en 1934. Néanmoins, François demeurait convaincu que le DMO jouait un rôle fondamental et durable dans la « conquête de l'État diététique ». Il faut également mentionner qu'en 1937, Jef François fut condamné à trois mois de réclusion pour avoir violé la législation concernant les milices privées, sur la base de faits antérieurs à la date de la condamnation.

## Seconde Guerre mondiale

### Contexte du Verdinaso après la mort de Joris Van Severen
À la suite du trépas de Joris Van Severen, le Verdinaso connut une période de tourment et de désarroi, se voyant contraint par les autorités d'occupation de se soumettre à l'influence du Vlaams Nationaal Verbond (VNV). Dès le mois de mai 1941, Jef François fut désigné comme chef adjoint de la Milice thioise, également connue sous le nom de Brigade noire (Dietse Militie/Zwarte Brigade), formation qui résulta de la fusion des groupes du Verdinaso, du VNV et de Rex-Vlaanderen. Au mois d'août de la même année, il prit part au front de l'Est en rejoignant les rangs de la Légion flamande. Ce ne fut qu'en septembre 1942 qu'il accéda à la direction de l'Algemene SS-Vlaanderen. En 1944, il retourna une nouvelle fois sur le front oriental, cette fois en qualité d'officier au sein de la Waffen-SS.

### Carrière militaire durant la Seconde Guerre mondiale
En mai 1940, François se mobilise au sein de son unité dans le sud de la France, puis regagne le DMO à son retour en Flandre, en août de la même année. En octobre 1940, il participe aux négociations qui aboutissent à un accord avec le Vlaamsch Nationaal Verbond, menant à une scission définitive du mouvement. À la suite de la démission d’Emiel Thiers en janvier 1941, François et Le Roy prennent la direction du mouvement. Sous la pression exercée par les autorités allemandes, les restes du Verdinaso se rassemblent au sein du Mouvement d’unité UNV au mois de mai. François est alors nommé commandant de la milice DM-ZB et s’engage comme volontaire sur le front de l’Est en août.
À la suite de la mort de son supérieur, Reimond Tollenaere, François envisage de prendre le commandement général de la milice, mais le chef de la VNV, Staf Declercq, en empêche la réalisation. Par la suite, il se rapproche des SS, effectuant deux séjours à Berlin auprès de Gottlob Berger, chef du SS-Hauptamt, entre le 28 avril et le 11 mai 1942, et y est affecté définitivement le 14 juillet suivant. De retour en Flandre, il est nommé chef standard de la SS germanique. François procède alors à une purge interne et incite les membres à s’engager au sein de la Waffen-SS. Multipliant les désaccords avec les autorités allemandes, il ordonne à tous les SS flamands de n’échanger avec les Allemands qu’en néerlandais. Ayant fait l’objet de vives critiques concernant sa compétence à diriger une organisation, François est finalement jugé inapte par les Allemands, cédant ainsi la direction de la SS germanique. Après son transfert au SS-Hauptamt, il devient officier de liaison au SS-Führungshauptamt en avril 1944. Il co-préside alors l’évacuation des réfugiés flamands vers l’Allemagne en septembre, avant d’être rattaché à l’état-major de sa division.

## Dernières années
Une fois le conflit terminé, Jef François se verra condamné par contumace à deux peines de mort. La première sentence sera rendue à Gand, pour sa collaboration avec le régime nazi, tandis que la seconde émanera d’Anvers, en raison de ses engagements et de sa participation aux activités de groupuscules nationalistes d’extrême droite. Il interjettera appel contre ces condamnations, et la peine prononcée par le tribunal anversois sera réduite à vingt années de détention. En revanche, celle décidée par le tribunal de Gand sera maintenue. En 1950, il bénéficiera d’une grâce et sa dernière condamnation à la peine capitale sera commuée en réclusion à perpétuité. En juillet 1952, il sera remis en liberté sous conditions. À sa sortie, il reprendra une existence proche de la normale en exerçant comme représentant dans le secteur des carburants et, entre 1968 et 1969, comme secrétaire du parti politique Volksunie à Berchem. Par la suite, il fondera un groupe de vétérans de la Waffen-SS et poursuivra son activité en marge de l’Ordre des militants flamands (VMO).
Concernant la période postérieure à la guerre, ses activités atteignirent leur sommet au terme de la dernière phase de sa vie. Il joua un rôle de premier plan au sein de l'organisation Front de l’Est du Brabant (Vlaamse oud-oostfrontstrijders), fondée en 1980 sous l’égide du duc Jan Van Brabant. C’est durant cette période, s’étendant de 1980 à 2004, que cet individu consacra une grande partie de son temps à la rédaction et à la publication d'articles dans le périodique mensuel de ladite organisation, Contact Périodique (Periodiek Contact). Dans ses écrits, il défendit la réhabilitation des combattants de l'Est et des membres des Waffen-SS, apporta son soutien à l’idéologie national-socialiste et remit en cause la véracité des événements liés à l'Holocauste. Jef François s’éteignit le 30 juin 1996 à Gand, après avoir entretenu des liens constants avec des groupes d’extrême droite tout au long de sa vie.
Lors de ses funérailles, plusieurs nationalistes flamands sont venus lui rendre hommage, parmi lesquels le député de Gand de l'époque, Francis Van den Eynde.